# Diócesis de Shunqing
La diócesis de Shunqing o de Shunking (en latín: Dioecesis Scioenchimensis y en chino tradicional, 天主教順慶教區; en chino simplificado, 天主教顺庆教区) es una circunscripción eclesiástica de la Iglesia católica en China. Se trata de una diócesis latina, sufragánea de la arquidiócesis de Chongqing. Desde el 19 de abril de 2012 su obispo es Joseph Chen Gong'ao, aunque para el Anuario Pontificio está vacante desde el 28 de enero de 1961. La Asociación Patriótica Católica China la renombró como diócesis de Nanchong en 1992, sin el asentimiento de la Santa Sede, luego de recibir partes de las diócesis de Suifu en 1984 y de Wanxian en año desconocido.

## Territorio y organización
La diócesis tiene 25 000 km² y extiende su jurisdicción sobre los fieles católicos de rito latino residentes en parte de la provincia de Sichuan (antiguamente, Sechuan, Sutchuen o Szechwan), en donde abarca 34 ciudades y condados, incluyendo Bazhong (Pa-tcheou), Guang'an (Koang-gan-tcheou), Nanchong (Choen-kin-fou), Suining (Su-lin-hien), Ziyang (Tse-tcheou), y Dazhou (Su-tin-fou, antiguamente parte de la Misión de Se-Chuan Oriental), por un total de 25 000 kilómetros cuadrados. Su sede Nanchong se encuentra a 180 kilómetros al este de Chengdu, la capital de Sichuan. Limita al oeste con la diócesis de Chengdu (Sichuan), al este con la diócesis de Wanxian (Chongqing) y la arquidiócesis de Chongqing (Chongqing), al norte con la diócesis de Hanzhong (Shaanxi) y la prefectura apostólica de Xing’anfu (Shaanxi), y al sur con la diócesis de Suifu (Sichuan).
La sede de la diócesis se encuentra en la ciudad de Nanchong (antiguamente conocida como Shunking o Choen-kin-fou), en donde se halla la Catedral del Sagrado Corazón, dañada por un terremoto en 2008.
En 1950 en la diócesis existían 17 parroquias y 44 templos.

## Historia
El vicariato apostólico de Shunking fue erigido el 2 de agosto de 1929 con el breve Supremi Apostolatus del papa Pío XI, obteniendo el territorio del vicariato apostólico de Chengtu (hoy diócesis de Chengdu).
El 11 de abril de 1946 el vicariato apostólico fue elevado a diócesis con la bula Quotidie Nos del papa Pío XII.
El 25 de diciembre de 1949 la ciudad de Nanchong fue ocupada por el Partido Comunista de China, que se impuso en la guerra civil y proclamó la República Popular China el 1 de octubre de 1949. El 4 de septiembre de 1951 China comunista expulsó al nuncio apostólico Antonio Riberi y la Santa Sede continuó reconociendo a la República de China en Taiwán como el legítimo gobierno chino. Todos los misioneros extranjeros fueron expulsados de China comunista en 1952.
La Asociación Patriótica Católica China fue creada con el apoyo de la Oficina de Asuntos Religiosos de la República Popular de China en 1957, con el objetivo de controlar las actividades de los católicos en China. Su nombre público es Iglesia católica china y es referida como la "Iglesia oficial" en contraposición a la "Iglesia subterránea" o "Iglesia clandestina" leal a la Santa Sede.
En el período de 1966 a 1976 la Revolución Cultural se ensañó especialmente contra la religión, destruyéndose numerosas iglesias y cesaron todas las actividades religiosas en la diócesis, que pudo reanudar sus operaciones a principios de la década de 1980.
Desde 1989 Michael Huang Woze fue el obispo "oficial"; a su muerte el 22 de marzo de 2004, la diócesis contaba con aproximadamente 70 000 católicos con 15 sacerdotes.
La Asociación Patriótica Católica China la renombró como diócesis de Nanchong en 1992, sin el asentimiento de la Santa Sede, luego de recibir partes de las diócesis de Suifu en 1984 y de Wanxian en año desconocido.
Después de años de sede vacante, el 19 de abril de 2012 Joseph Chen Gong'ao fue ordenado obispo, aprobado por la Santa Sede, y administrador apostólico de la diócesis.
El 22 de septiembre de 2018 se firmó en Pekín el Acuerdo provisional entre la Santa Sede y la República Popular de China sobre el nombramiento de los obispos. El 22 de octubre de 2020 el acuerdo fue prorrogado por otros dos años y en octubre de 2022 por otros dos años más.
Debido a la situación particular de la Iglesia católica en China, la Santa Sede no nombra obispos para las diócesis chinas, que son sedes oficialmente vacantes incluso en presencia de obispos reconocidos por Roma.

### Priorato de San Andrés

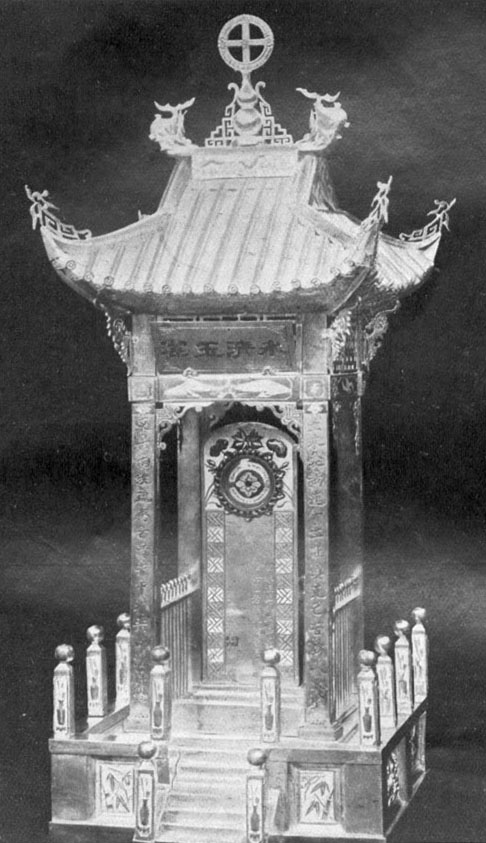
Relicario de Teresa de Lisieux

Tras la erección del vicariato apostólico de Shunking, los monjes benedictinos de la abadía de San Andrés de Brujas fundaron el priorato de los Santos Andrés y Pedro en un sitio en los suburbios de Nanchong, conocido como Xishan (antiguamente romanizado como Si-shan, tdl. ‘Colina Oeste’), en el que se guardaba una reliquia de santa Teresa de Lisieux.
Durante la Segunda Guerra Mundial, los benedictinos sirvieron como capellanes auxiliares de los soldados estadounidenses destinados a esta región. En 1942 se consideró que Chengdu, la capital, sería un lugar más adecuado para un priorato permanente. Por ello, en 1945 los benedictinos abrieron en esa ciudad el Instituto de Estudios Culturales Chinos y Occidentales.
El priorato fue trasladado a Chengdu e inaugurado formalmente el 11 de julio de 1949. Sin embargo, pudo permanecer allí por un breve período de tiempo solamente, hasta el 25 de diciembre de 1949, cuando la invasión comunista llegó a la ciudad. Finalmente, el priorato se restableció en Valyermo (California), conocido hoy como la abadía de San Andrés.

## Estadísticas
Según el Anuario Pontificio 2002 la diócesis tenía a fines de 1950 un total de 19 442 fieles bautizados.
| Año                                                                             | Población            | Población | Población      | Sacerdotes | Sacerdotes    | Sacerdotes    | Bautizados por sacerdote | Diáconos permanentes | Religiosos | Religiosos | Parroquias |
| Año                                                                             | Bautizados católicos | Total     | % de católicos | Total      | Clero secular | Clero regular | Bautizados por sacerdote | Diáconos permanentes | Varones    | Mujeres    | Parroquias |
| ------------------------------------------------------------------------------- | -------------------- | --------- | -------------- | ---------- | ------------- | ------------- | ------------------------ | -------------------- | ---------- | ---------- | ---------- |
| 1950                                                                            | 19 442               | 8 000 000 | 0.2            | 26         | 23            | 3             | 747                      |                      |            | 12         | 17         |
| Fuente: Catholic-Hierarchy, que a su vez toma los datos del Anuario Pontificio. |                      |           |                |            |               |               |                          |                      |            |            |            |

## Episcopologio

### Vicario apostólico de Shunking
- Paul Wang Wen-cheng (Uamuencem) † (2 de diciembre de 1929-11 de abril de 1946 nombrado obispo)

### Obispos de Shunking/Shunqing
- Paul Wang Wen-cheng (Uamuencem) † (11 de abril de 1946-28 de enero de 1961 falleció)
  - Sede vacante
  - Fan Daojiang † (7 de abril de 1963 consagrado-17 de diciembre de 1987 falleció) (sin mandato del papa)
  - Michael Huang Woze † (31 de julio de 1989 consagrado-22 de marzo de 2004 falleció) (sin mandato del papa)
  - Joseph Chen Gong'ao, consagrado el 19 de abril de 2012